# 许治
许治（？—？），字均宁，湖北云梦县人，清朝政治人物。同进士出身。

## 生平
许治曾为乾隆四年（1739年）己未科进士。乾隆三十年任荆溪縣知县。乾隆二十二年（1757年）任华亭县知县。乾隆二十四年（1759年）调任元和县知县。